# Gare de Bagnols - Chadenet
Ne doit pas être confondu avec Gare de Bagnols-sur-Cèze ou Gare de Bagnoles-de-l'Orne.
La gare de Bagnols - Chadenet est une gare ferroviaire française de la ligne du Monastier à La Bastide-Saint-Laurent-les-Bains, située, au lieu-dit La Gare, sur le territoire de la commune de Chadenet, à proximité de Bagnols-les-Bains (aujourd'hui intégrée à la commune nouvelle de Mont Lozère et Goulet), dans le département de la Lozère en région Occitanie.
C'est une halte voyageurs de la Société nationale des chemins de fer français (SNCF) desservie par des trains express régionaux TER Occitanie.

## Situation ferroviaire
Établie à 960 mètres d'altitude, la gare de Bagnols - Chadenet est située au point kilométrique (PK) 658,928 de la ligne du Monastier à La Bastide-Saint-Laurent-les-Bains, entre les gares ouvertes de Mende et d'Allenc.

## Histoire
La gare de Bagnols - Chadenet est mise en service, le 15 novembre 1902, lors de l'ouverture de la deuxième section de Mende à La Bastide - Saint-Laurent-les-Bains.

## Fréquentation
De 2015 à 2023, selon les estimations de la SNCF, la fréquentation annuelle de la gare s'élève aux nombres indiqués dans le tableau ci-dessous :
| Année     | 2015 | 2016 | 2017 | 2018 | 2019 | 2020 | 2021 | 2022 | 2023  |
| --------- | ---- | ---- | ---- | ---- | ---- | ---- | ---- | ---- | ----- |
| Voyageurs | 540  | 556  | 601  | 610  | 692  | 538  | 600  | 979  | 1 054 |

## Service des voyageurs

### Accueil
Halte SNCF, c'est un point d'arrêt non géré (PANG) à entrée libre.

### Desserte

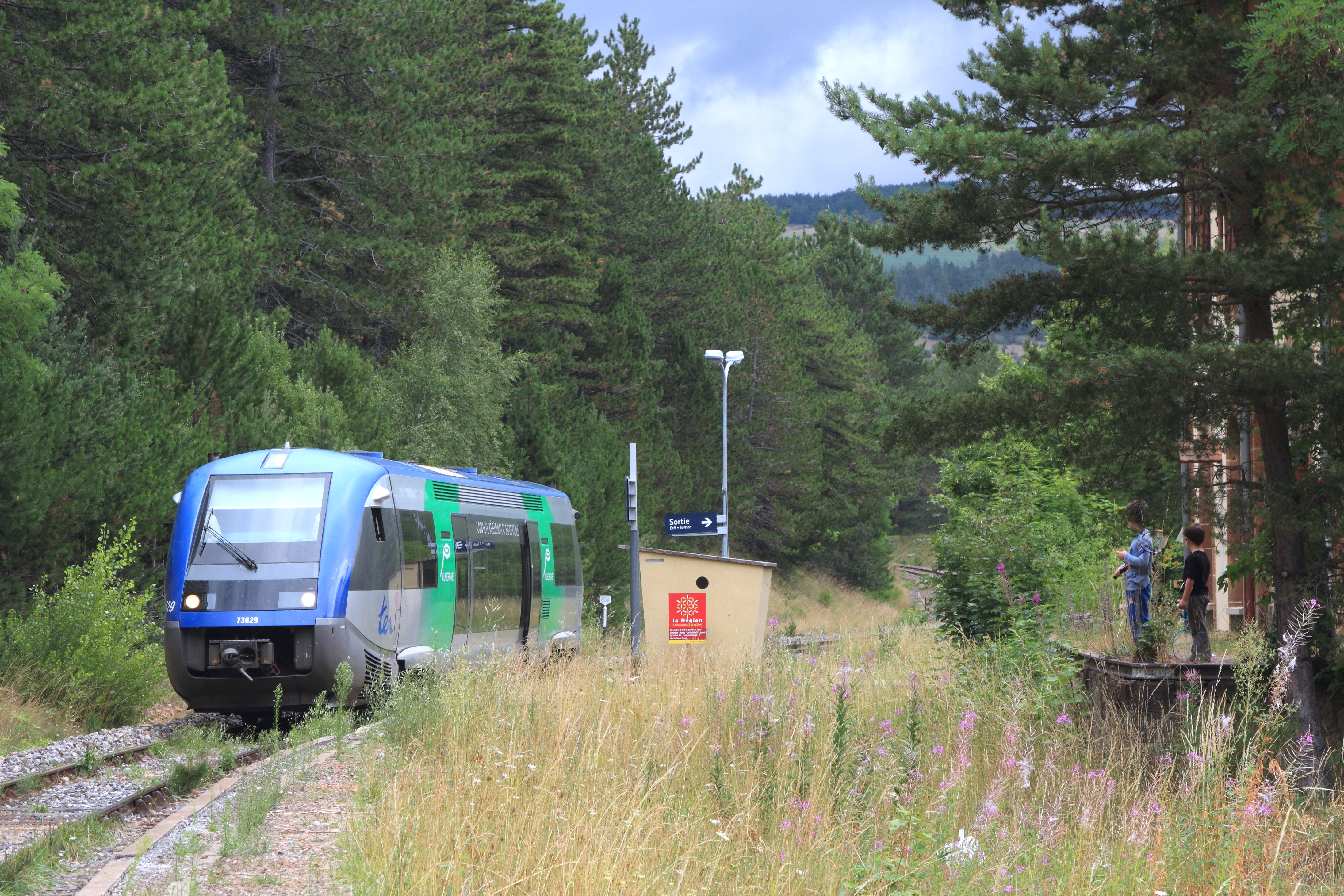
Un TER La Bastide - Marvejols dessert la gare.

Bagnols - Chadenet est desservie par des trains TER Occitanie qui effectuent des missions entre les gares de Mende et de La Bastide - Saint-Laurent-les-Bains ou d'Alès

### Intermodalité
Un parking pour les véhicules est aménagé. Elle est desservie par des cars TER Languedoc-Roussillon et TER Auvergne, en complément ou remplacement de dessertes ferroviaires.